# 영광 불갑사 대웅전
영광 불갑사 대웅전(靈光 佛甲寺 大雄殿)은 대한민국 전라남도 영광군 불갑면, 불갑사에 있는 조선시대의 불전이다. 1985년 1월 8일 대한민국의 보물 제830호로 지정되었다.

## 개요
불갑사는 백제 침류왕 원년(384)에 인도승 마라난타가 세웠다는 설과 무왕 때 행은 스님이 세웠다는 설이 있으나 세운 시기는 정확하게 알 수 없다.
석가모니 불상을 모셔 놓은 법당인 대웅전은 18세기 이전에 세운 것으로 보이는데, 기와 가운데 ‘건륭 29년(乾隆二十九年)’이라고 쓴 것이 발견되어 조선 영조 40년(1764)에 고친 것으로 짐작한다. 그 뒤 융희 3년(1909)에 수리하였다.
규모는 앞면 3칸·옆면 3칸이며, 지붕은 옆면에서 볼 때 여덟 팔(八)자 모양과 비슷한 팔작지붕이다. 지붕 처마를 받치기 위해 장식하여 짜은 구조가 기둥 위뿐만 아니라 기둥 사이에도 있는 다포 양식이다. 지붕 위부분에서 작은 석탑과 보리수를 조각한 장식을 볼 수 있으며, 가운데 칸 좌우의 기둥 위에는 용머리를 조각해 놓았다. 또한 가운데 칸에 달린 문은 연꽃과 국화 모양으로 꾸며 뛰어난 창살 조각 솜씨를 엿보게 한다. 건물 안쪽의 모서리 공포 부분에도 용머리를 장식하고 있고 천장은 우물 정(井)자 모양으로 꾸몄다.
화려한 무늬와 조각을 새긴 조선 후기 목조 불전 건축으로 시대적 특징을 잘 보존하고 있어 중요한 연구자료가 되고 있다.

## 같이 보기
- 불갑사

## 참고 자료
- 영광 불갑사 대웅전 - 국가유산청 국가유산포털